# کازوکی فوجیتا
کازوکی فوجیتا (ژاپنی: 藤田 和輝؛ زادهٔ ۱۹ فوریهٔ ۲۰۰۱) یک بازیکن فوتبال اهل ژاپن است.
از باشگاه‌هایی که در آن بازی کرده‌است می‌توان به باشگاه فوتبال آلبیرکس نیگاتا اشاره کرد.